# Indywidualne Mistrzostwa Wielkiej Brytanii na Żużlu 2009

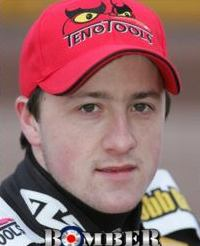
Chris Harris - mistrz Wielkiej Brytanii 2009

Indywidualne mistrzostwa Wielkiej Brytanii na żużlu – cykl turniejów żużlowych mających wyłonić najlepszych żużlowców brytyjskich w sezonie 2009. Tytuł wywalczył Chris Harris z Coventry Bees. 

## Finał
- 21 maja 2009 r. (czwartek),  Poole

| Msc. | Zawodnik           | Klub                    | Pkt    |             |  |
| ---- | ------------------ | ----------------------- | ------ | ----------- |  |
| 1    | Chris Harris       | Coventry Bees           | 12+3+3 | (3,2,2,3,2) |  |
| 2    | Edward Kennett     | Coventry Bees           | 13+2   | (2,3,3,2,3) |  |
| 3    | Tai Woffinden      | Wolverhampton Wolves    | 11+2+1 | (2,2,2,3,2) |  |
| 4    | Lee Richardson     | Lakeside Hammers        | 14+0   | (3,3,3,3,2) |  |
| 5    | Simon Stead        | Swindon Robins          | 9+1    | (0,2,2,2,3) |  |
| 6    | Scott Nicholls     | Coventry Bees           | 10+0   | (1,2,1,3,3) |  |
| 7    | Lewis Bridger      | Eastbourne Eagles       | 8      | (2,3,3,0,0) |  |
| 8    | Daniel King        | Ipswich Witches         | 8      | (3,t,3,1,1) |  |
| 9    | David Howe         | Scunthorpe Scorpions    | 7      | (3,d,1,1,3) |  |
| 10   | James Wright       | Belle Vue Aces          | 7      | (u,3,2,0,1) |  |
| 11   | Joe Screen         | Poole Pirates           | 4      | (d,1,0,2,2) |  |
| 12   | Ricky Ashworth     | Sheffield Tigers        | 4      | (0,1,1,2,1) |  |
| 13   | Lee Complin        |                         | 4      | (2,1,0,1,0) |  |
| 14   | Jason Bunyan       | Isle of Wight Islanders | 3      | (1,1,1,1,0) |  |
| 15   | William Lawson     | Glasgow Tigers          | 3      | (1,0,0,0,1) |  |
| 16   | Jason King         | Newcastle Diamonds      | 0      | (1,0,0,0,0) |  |
|      | rez. Danny Warwick | Berwick Bandits         | 0      | (0)         |  |
|      | rez. Kyle Newman   |                         | ns     |             |  |